# Aje Philipson
Anders Gunnar Philipson, känd som Aje Philipson, född 10 februari 1943 i Oscars församling i Stockholm, är en svensk företagare, godsägare och arvtagare till Philipsons Bil AB.
Philipson är son till Philipsons grundare Gunnar V. Philipson och Märta Philipson, ogift Möller. Fadern hade byggt upp ett imperium av handel med bland annat Mercedes-bilar och efterlämnade en förmögenhet på 139 miljoner kronor då han avled 1970, trots att Aje Philipson och hans två syskon redan innan hade övertagit 45 procent av aktierna i företaget.
Sedan 1980-talet driver Aje Philipson företaget Skenäs AB och godset Skenäs i Vingåker i Södermanland.
Aje Philipson har sedan unga år ingått kung Carl XVI Gustafs närmaste vänkrets och medverkade med hustrun Bathina Philipson i Tillsammans med Strömstedts i TV4 den 15 april 2021.
Philipson var 1967–1982 gift med Grete Qviberg, 1986–2000 med Gisela Schöön och sedan 2004 med Bathina El Soudi. I november 2022 lämnade Bathina och Aje Philipson in en gemensam ansökan om skilsmässa till Stockholms tingsrätt.
Philipson har sammanlagt nio barn, födda mellan 1968 och 2009.